# Linsenlektine
Linsenlektine sind kohlenhydratbindende Proteine (Lektine), die insbesondere in Linsen vorkommen.
Im Jahr 1888 wurden Pflanzenlektine (Hämagglutinine) erstmals von Hermann Stillmark beschrieben. Sie machen einen Großteil der Adhäsionsmoleküle aus, auf deren Grundlage die Protein–Kohlenhydrat-Interaktionen basieren. Linsenlektine sind ein Reiz für Zellen der Schleimhaut. Die Wirkung von Linsenlektinen entsteht durch Stimulation immunaktiver oder flüssigkeitsproduzierender Zellen und Drüsen. Linsenlektine erkennen und binden spezifische Kohlenhydrate auf der Zellmembranen und initiiert regulatorische Signale, die eine Immunaktivierung oder Freisetzung von Flüssigkeit zur Folge haben. Dies führt bei alters- oder therapiebedingter Minderung der Immunaktivität oder Flüssigkeitsfreisetzung zu einer Reaktivierung dieser Funktionen.

## Beschreibung
Linsenlektine sind Proteine, deren Struktur und Kohlenhydratspezifität erforscht sind. Sie bestehen aus einer Polypeptidkette und binden vorzugsweise Fucose beziehungsweise fucosehaltige komplexe Kohlenhydrate. Sie machen bis zu 10 % der löslichen Proteine im Samen aus. Linsenlektine schützen vor Fraßfeinden. Sie sind unter anderem für die räumliche Anordnung von Speicherproteinen und Enzymen verantwortlich. Dies ist letztendlich die Voraussetzung für die physiologische Funktion dieser Substrate zur Aufrechterhaltung eines regelkonformen Stoffwechsels. Linsenlektine sind hitzelabil und können durch Erhitzen inaktiviert werden. In der Lebensmittelverarbeitung werden sie unter anderem genutzt, um den glykämischen Index von Lebensmitteln herabzusetzen. Außerdem scheinen sie die Darmflora zu stabilisieren.

## Forschungsgeschichte
Linsenlektine werden seit den 1980er Jahren intensiv beforscht. Ihre Fähigkeit, Zellen spezifisch zu unterscheiden, wurde für die medizinische Diagnostik und Therapie nutzbar gemacht, unter anderem
- zur histologischen Differenzierung von Zellen und Geweben,
- zur mitogenen Stimulation von Immunzellen,
- zur Aktivierung von Immunzellen,
- sowie zur Minderung von Schleimhauttrockenheit und deren Auswirkungen.

Experimentelle Laboruntersuchungen zeigten, dass Linsenlektin in vitro
- die Krebszellen-tötende Aktivität von natürlichen Killerzellen steigert,
- den programmierten Zelltod (Apoptose) in Krebszellen einleitet,
- die Aktivität von Makrophagen (Phagocytose) steigert,
- durch Reduktion des „oxidative burst“ antioxidativ wirkt,
- durch Freisetzung von Interleukinen das Immunsystem moduliert
- und durch Kopplung an ein Medikament (Isotop, Chemotherapeutikum) eine zielgerichtete Therapie ermöglicht (Lectin-mediated drug targeting).

Tests auf Toxizität und die Fähigkeit zur Hämagglutination beziehungsweise zur Auslösung einer Permeabilitätsstörung deuten auf deren Unbedenklichkeit bei Verzehr hin.

## Markierung von Krebszellen
Die komplementärmedizinische, immunonkologische Forschung konzentriert sich insbesondere darauf, Antigene erkennbar zu machen, zum Beispiel durch Fremdantigene (etwa Linsenlektin), um sie für das Immunsystem erkennbar zu machen. Durch Anlagerung von Linsenlektin an spezifische Rezeptoren auf Krebszellen könnten diese mit einem großmolekularen Antigen markiert, erkennbar und für das Immunsystem angreifbar gemacht werden. Insbesondere Krebszellen ohne proteinhaltige Membranantigene könnten auf diese Weise dem Immunsystem präsentiert werden. Dies könnte dann zum spezifischen Erkennen dieser Zellen und deren Abtötung führen.